# Sigrid Corneo
Sigrid Teresa Corneo (nascida em 17 de abril de 1971) é uma ex-ciclista eslovena de ascendência italiana.
Participou nos Jogos Olímpicos de 2008, realizados em Pequim, República Popular da China. Terminou em 49º na prova individual do ciclismo de estrada.